# لوموند دو رولیژیون
لو موند دو رولیژیون (به فرانسوی: Le Monde des religions) به معنی جهان ادیان، یکی از مجله‌های فرانسوی زبان است که در سال ۲۰۰۳ با همکاری دو گروه بزرگ روزنامه فرانسوی لاوی(  La Vie )ولوموند آغاز به کار کرد.